# Gwiazda dnia
Gwiazda dnia – utwór muzyczny polskiego zespołu 2 plus 1 z 1973 roku.

## Informacje ogólne
„Gwiazda dnia” jest balladą utrzymaną w stylistyce popowo-folkowej. Została skomponowana przez Andrzeja Korzyńskiego z tekstem Marka Dutkiewicza do miniserialu W pustyni i w puszczy Władysława Ślesickiego. Utwór pojawił się podczas wyświetlania napisów końcowych.
Piosenka została wydana na pocztówce dźwiękowej Ruchu w 1973 roku, razem z nagraniem „Baobab”, również powstałym na potrzeby filmu. Tego samego roku oba utwory trafiły na tzw. „czwórkę” W pustyni i w puszczy. W 1975 roku piosenka została umieszczona w wersji skróconej na drugim albumie 2 plus 1, Wyspa dzieci.

## Teledysk
Teledysk przedstawia członków zespołu odzianych w grube futra, wędrujących przez zaśnieżone pola.